# William Boyd Elliott
William Boyd Elliott, kanadski letalski častnik, vojaški pilot in letalski as, * 26. avgust 1898, St. Catherine's, Ontario, † 27. marec 1979.
Stotnik Elliott je v svoji vojaški službi dosegel 5 zračnih zmag.

## Življenjepis
Med prvo svetovno vojno je bil sprva pripadnik Kraljevega letalskega korpusa, nato pa RAF.

## Odlikovanja
- Distinguished Flying Cross (DFC)